# Falling (sång)
"Falling" är en sång med Julee Cruise, komponerad av Angelo Badalamenti och David Lynch. "Falling" släpptes som singel 1990 och en instrumental version förekommer i TV-serien Twin Peaks.
Sången handlar om hur det är att förälska sig i en annan person. Julee Cruise sjunger bland annat:
Then I saw your face

Then I saw your smile

The sky is still blue

The clouds come and go

Yet something is different

Are we falling in love?

## Låtförteckning
7" (Storbritannien) och kassett (USA)
1. "Falling" (edit) – 4:12
2. "Theme from Twin Peaks" (instrumental) – 4:45

12" (Storbritannien) och CD (Europa)
1. "Falling" (edit) – 4:12
2. "Theme from Twin Peaks" (instrumental) – 4:45
3. "Floating" – 4:55